# Tadija Dragićević
Tadija Dragićević (en serbe : Тадија Драгићевић), né le 28 janvier 1986 à Čačak, en Yougoslavie, est un joueur serbe de basket-ball.

## Carrière
Tadija Dragićević débute dans les équipes de jeunes de l'Étoile rouge de Belgrade, puis s'impose dans l'équipe professionnelle, devenant capitaine de l'Étoile rouge. Il est même récompensé du titre de MVP de la ligue adriatique en 2007-2008 avec 20,5 points et 22 d’évaluation de moyenne. Il est sélectionné lors de la Draft 2008 de la NBA par le Jazz de l'Utah au 53e rang. Le 22 janvier 2010, il est évincé de l'Étoile rouge car le club est en proie à des difficultés financières. Le 25 janvier 2010, il signe avec le club italien de la Lottomatica Roma. Pour la saison 2010-2011, il rejoint l'ALBA Berlin. La saison suivante, il évolue sous les couleurs de Biella. Ses droits de draft sont transférés aux Mavericks de Dallas en juin 2012. Pour la saison 2012-2013, il rejoint l'équipe ukrainienne d'Azovmach Marioupol.
À l'automne 2013, il est recruté par l'Anadolu Efes Spor Kulübü, club de première division turque avec un contrat de 2 mois pour pallier la blessure de Kerem Gönlüm. Il rejoint peu après l'Étoile rouge de Belgrade,. Le 16 septembre 2014, il est engagé par la SIG pour une année.
En mars 2016, il est choisi dans le meilleur cinq de la saison régulière 2015-2016 en Ligue adriatique avec Miro Bilan le MVP de la saison régulière, Timothé Luwawu, Jacob Pullen et Maik Zirbes.
En 2016-2017 il joue pour l'équipe d'Aris Salonique en Grèce, avec laquelle il élimine son ancien club de la SIG en 16e de finale de la Ligue des Champions avant de perdre contre l'ASVEL en 8e de finale.

## Palmarès
- Vainqueur de la Coupe de France 2015 avec Strasbourg
- Vainqueur de la Disney Land Leaders Cup 2015 avec Strasbourg